# 卡明斯維爾 (紐約州)
卡明斯維爾（英語：Cumminsville）是位於美國紐約州利文斯頓縣的普查規定居民點。

## 人口
根據2020年美國人口普查的數據，卡明斯維爾的面積為0.34平方千米，皆為陸地。當地共有人口161人，而人口密度為每平方千米473.53人。